# Arent-Jan Linde
Arent-Jan Linde (26 april 1976) is een Nederlands acteur en speldocent op de toneelschool in Amsterdam.

## Levensloop
Linde studeerde af aan de toneelschool van Amsterdam. Hij is bekend geworden als Daniel Valkenburg in de televisieserie Lotte. Linde heeft ook een aantal rollen gehad in diverse toneelproducties en enkele film- en televisieproducties.

## Filmografie

### Film
- ITs-festival-genomineerde productie Troje²: Johan

### Televisieseries
- Spoorloos verdwenen – rol onbekend (aflevering "De verdwenen huisarts", 2006)
- Lotte (2006–2007) – Daniel Valkenburg
- Het Schnitzelparadijs (2008) – Patrick
- Sinterklaasjournaal – man in speelgoedwinkel (editie 2008)
- Flikken Maastricht – Michel Martens (afl. "Kameraden", 2009)
- Verborgen gebreken – Jurriaan (3 afleveringen, 2010)
- Groen gras (2010) – David
- Spangas – vader Lef P. Evers (2014–2018)
- De Spa – Pekka Henderson (23 afleveringen, 2018)

### Toneel
- Zonder Titel (2001)
- Belgian Landscapes (2003)
- Cyrano – Christian (2004)
- De wijze kater (2010)
- As You Like It (2015)